# Federico Díaz
Federico Sebastián Díaz (* 18. August 1990) ist ein argentinischer Badmintonspieler. 

## Karriere
Federico Díaz nahm 2010 im Herrendoppel und im Herreneinzel an den Südamerikaspielen teil. Im Doppel wurde er Fünfter gemeinsam mit Franco Monaco und im Einzel Neunter. Im Teamwettbewerb unterlag er mit seiner Mannschaft im Spiel um Bronze gegen Suriname. Bei den Panamerikanischen Spielen 2011 schied er dagegen bei seinen beiden Starts jeweils in der ersten Runde aus und wurde somit im Doppel als auch im Mixed 17.